# Ernst Kirchbach
Ernst Sigismund Kirchbach (Ernesto Kirchbach; * 23. April 1831 in Meißen, Sachsen; † 15. August 1876 in Striesen, Deutschland) war ein Historien- und Porträtmaler sowie Direktor der Kunstakademie in Santiago de Chile.

## Biografie

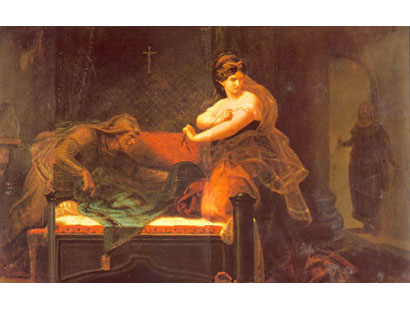
Escena Dramática
Gemälde von Ernst Kirchbach (ca. 1870)

Ernst Sigismund Kirchbach wurde 1831 in Meißen im Sachsen geboren.
An der Kunstakademie Dresden war er Schüler des Bibelillustrators und Freskenmalers Julius Schnorr von Carolsfeld. Schon früh malte er zusammen mit seinem Lehrer den Rubenssaal der Dresdner Kunstakademie aus.
Nach dem Scheitern der revolutionären Bewegung von 1848/49 ging Kirchbach ins Exil nach London. Dort unterhielt er über fünf Jahre lang eine eigene Werkstatt und war mit der Ausschmückung des Kensington-Museums beschäftigt. Im Haus von Arnold Ruge heiratete er die ebenfalls exilierte, aus dem Rheinland stammende Lehrerin Emma Schmitthenner-Stockhausen. In London wurden zwei Söhne geboren: Ernst Wolfgang (* 1857, † 1906) und Johann Frank (* 1859, † 1912), die später als Schriftsteller und Künstler bekannt wurden. Die Familie zog nach Dresden um, wo seine Söhne einen wesentlichen Teil ihrer Kindheit verbrachten und verschiedene Schulen besuchten.
1869 wurde Kirchbach durch den chilenischen Generalkonsul in Paris Fernández Rodella als Direktor der Kunstakademie in Santiago de Chile angeworben. Im Juli kam er in Chile an und trat die Nachfolge des Akademiegründers Alessandro Ciccarelli an. Er war ein umstrittener Lehrer. Einer seiner Schüler, der Historienmaler Pedro Lira, schrieb 1902 in seinem Malerbiografienlexikon, dass Kirchbachs Lehre im Zeichnen einige Fortschritte gebracht hätte, aber in der Malerei völlig defizitär gewesen sei. Unter seiner Verwaltung hätten nur zwei Schüler (Cosme San Martín, später Direktor der Kunstakademie, und Pedro León Carmona) Stipendien für eine weitere Ausbildung in Europa erhalten. Moderne Autoren sehen ihn in Kontinuität mit seinem Vorgänger, der eine starre Lehre betrieb und seinen Schülern nur wenige Freiheiten erlaubte. Als einzige Neuerung führte er seine Leidenschaft für Themen des Mittelalters ein. Sein absoluter Respekt für die thematische Beschreibung stand im Gegensatz zu den zeitgenössischen Entwicklungen der Malerei in Europa.
In Santiago gestaltete er 1872 den Plafond des nach einem Brand wiederaufgebauten Stadttheaters, malte Porträts zweier chilenischer Präsidenten und eine Reihe von Gemälden mit Themen aus der Antike.
Während seiner Zeit in Chile kam sein dritter Sohn Max Kirchbach (Maximus Paul Ferdinand Kirchbach, * 1872-† 1927) zur Welt, der als Musiker und Musiklehrer tätig war.
Nach Ablauf seines Vertrages im Jahre 1875 kehrte er nach Deutschland zurück. Er starb 1876.